# Richard Armour
Richard Willard Armour (Califórnia,1906— Califórnia, 1989) foi um poeta e escritor estadunidense.

## Obras
- It all Started with Columbus (paródia da história dos Estados Unidos)
- It all Started with Eve, 1956 (história satírica das mulheres)
- It all Started with Europa, 1955 (paródia da história da Europa)
- It all Started with Marx (sátira da história do comunismo)
- The Classics Reclassified
- Twisted Tales from Shakespeare
- English Lit Relit
- American Lit Relit
- Nights with Armour
- Punctured Poems
- Our Presidents. Woodbridge Press, Califórnia, 1983. ISBN 0-88007-134-6
- It All Started with Hippocrates, 1966 (história humorística da medicina)
- The Medical Muse, 1963 (poesia médica satírica)
- Going Like Sixty. McGraw-Hill, 1974. ISBN 0-07-002295-5 (visão humorística do envelhecimento)
- The Academic Bestiary. William Morrow and Company, Inc., 1974. ISBN 0-688-02884-5 (visão humorística da academia)
- To These Dark Steps (peça teatral)
- An Armoury of Light Verse
- For Partly Proud Parents (poesia)
- Golf Bawls (poesia)
- Leading with My Left (poesia)
- Private Lives (poesia)
- The Spouse in the House (poesia)
- Yours for the Asking (poesia)
- Armour's Almanac
- A Diabolical Dictionary of Education
- Drug Store Days
- Going Around in Academic Circles
- Golf is a Four-Letter Word
- The Happy Bookers
- It All Started with Freshman English
- It All Started with Stones and Clubs
- My Life with Women
- Out of My Mind
- A Safari into Satire
- A Short History of Sex
- Through Darkest Adolescence
- Writing Light Verse
- Writing Light Verse and Prose Humour
- All in Sport
- The Strange Dreams of Rover Jones
- The Adventures of Egbert the Easter Egg (livro infantil)
- All Sizes and Shapes of Monkeys and Apes (livro infantil)
- Animals on the Ceiling (livro infantil)
- A Dozen Dinosaurs (livro infantil)
- Odd Old Mammals (livro infantil)
- On Your Marks: A Package of Punctuation (livro infantil)
- Sea Full of Whales(livro infantil)
- Who's in Holes? (livro infantil)
- The Year Santa Went Modern (livro infantil)